# ستيلا غيبونز
ستيلا غيبونز (بالإنجليزية: Stella Gibbons)‏‏ (5 يناير 1902 في لندن - 19 ديسمبر 1989 في لندن) شاعرة، وروائية، وكاتِبة، وصحفية من المملكة المتحدة.
يعمل والدها طبيبًا في لندن، وعانت غيبونز من طفولة مضطربة وكانت حزينة في معظم الأحيان. بعد دراستها الغير متميزة، تلقت تدريبًا لتصبح صحفية، وعملت بعدها كمراسلة وكاتبة مقالات بشكل أساسي لدى صحيفة «إيفنينغ ستاندرد» و«ذا ليدي». نشر كتابها الأول عام 1930، وهو عبارة عن مجموعة من القصائد الشعرية، والذي حظي بإقبال جيد، وخلال مسيرتها اعتبرت نفسها شاعرة بشكل رئيسي أكثر من كونها روائية. بعد كتابها «كولد كومفورت فارم»، الذي تسخر فيه بشكل ناقد من الأدب الرعوي من روايات «لوم آند لوف تشايلد» التي اشتهرت في عام 1920، وجهت غيبونز كتاباتها نحو الطبقة المتوسطة التي كانت معتادة عليها.
أصبحت غيبونز عضوًا في الجمعية الملكية للأدب في عام 1950. وأثنى النقاد على أسلوبها الساحر وروح الدعابة عندها ومهاراتها في الوصف، ما أدى إلى مقارنتها مع الكاتبة جين أوستن. كان لكتابها «كولد كومفورت فارم» تأثيرًا كبيرًا على حياتها المهنية، ما ولد عندها استياء من الكتاب، جراء تمييزه عن أعمالها الأخرى. ونظرًا لاعتبارها روائية بعمل واحد، اقترح كتاب آخرون عدم قبولها وأعمالها ضمن شريعة الأدب الإنجليزي - بشكل جزئي، وذلك بسبب انفصالها عن عالم الأدب وجنوحها للسخرية منه.

## نشأتها
نشأت عائلة غيبونز في الأصل في أيرلندا. عمل جدها، تشارلز بريستون غيبونز كمهندس مدني، وأمضى فترات طويلة في العمل بإنشاء الجسور في أفريقيا الجنوبية. رزق وزوجته أليس بستة أولاد، ولد الثاني منهم في عام 1869 والذي عرف باسمه المسيحي الرابع «تيلفورد». عانت عائلة غيبونز من الاضطرابات، بالإضافة إلى النزاعات الناتجة عن ارتكاب تشارلز غيبونز للزنا بشكل متكرر. تدرب تيلفورد غيبونز ليصبح طبيبًا، وتأهل ليصبح معالجًا فيزيائيًا وطبيبًا جراحًا في مستشفى لندن في عام 1897. تزوج من مود ويليامز، ابنة سمسار البورصة، في 29 سبتمبر من عام 1900. اشترى الزوجان منزلًا في شارع مالدن كريسينت في بلدة كينتش، وهو حي تسكنه الطبقة العاملة في شمال لندن، حيث بدأ تيلفورد بممارسة الطب واستمر في العيش هناك طوال حياته.
ولدت ستيلا، الابنة الأولى لهما، في 5 يناير من عام 1902، ورزقا بعدها بولدين، جيرالد ولويس، في عامي 1905 و 1909 بالترتيب. ترددت في المنزل أجواء منزل عائلة غيبونز القديم، وسيطرت عليها نوبات تيلفورد المتكررة من معاملة سيئة وشرب الكحول ومعاشرة النساء واستخدام العنف من حين إلى آخر. وصفت ستيلا والدها لاحقًا بأنه «رجل سيئ، ولكنه طبيب جيد». كان رؤوفًا مع مرضاه الفقراء وكان يبدع في إيجاد علاجات لهم، ولكنه جعل حياة عائلته تعيسة. في البداية، كانت ستيلا طفلته المفضلة، ولكن حين دخلت في سن البلوغ، أصبح يسخر منها ومن شكلها. ولحسن الحظ، تحلت والدتها بالصبر والهدوء، ما أثر بشكل إيجابي عليها. وحتى بلوغها سن 13، تلقت ستيلا تعليمها من قبل معلمات في المنزل، واللواتي لم يدمن طويلًا. توفرت ضمن مكتبة منزل العائلة مواد للقراءة، ومن هنا طورت ستيلا موهبتها في رواية القصص والتي أمتعت بها شقيقيها الصغيرين.
في عام 1915، أصبحت ستيلا طالبة في جامعة لندن الشمالية، ثم استقرت في كامدن تاون. كانت المدرسة، التي أنشأها فرانسيس بوس في عام 1850، من بين المدارس الأولى في إنكلترا التي وفرت الفرصة للفتيات لتلقي التعليم الأكاديمي، ولاحقًا في عام 1915، اعترف بها كمدرسة نموذجية للفتيات. بسبب أساليب التدريس العشوائية المتبعة من قبل معلمات المدرسة، واجهت ستيلا في البداية صعوبة في التكيف مع النظام الصارم للمدرسة، ووجدت الكثير من قوانينها وأساليبها قمعية. شاركت موقفها هذا مع زميلها ستيف سميث، الحائز المستقبلي على ميدالية الملكة الذهبية في الشعر، والذي انضم إلى المدرسة في عام 1917. على الرغم من أداءها المتوسط في المواد المدرسية، وجدت ستيلا منافذًا لمواهبها من خلال كتابة القصص لزملائها في الصف، لتصبح بعدها نائبة رئيس قسم الدراما لطلاب التخرج، وبرزت بشكل واضح في مجلس الجدال في المدرسة، والتي أصبحت من بعدها السكرتيرة الفخرية للمجلس.

## الصحافة والكتابات الأولية
كانت أول وظيفة لغيبونز في وكالة الأنباء البريطانية المتحدة، حيث فكت شفرات الكابلات الخارجية، وأعادت كتابتها باللغة الإنجليزية المفهومة. خلال فترات الركود، تدربت على كتابة المقالات والقصص والقصائد. كانت رحلاتها الخارجية الأولى إلى فرنسا في عام 1924، ثم سويسرا في عام 1925. ألهمها مشهد جبال الألب السويسرية في كتابة عدة قصائد، نشر بعض منها في وقت لاحق. وفي عام 1924، التقت والتر بيك، وهو ألماني الأصل يعمل لدى شركة عائلته لمستحضرات التجميل. عقد الزوجان خطوبتهما، واستمتعا بقضاء عطلات نهاية الأسبوع معًا، ووقعا سجلات الفندق كزوجين باستخدام أسماء مزيفة.
في مايو 1926، توفيت مود، والدة غيبونز، بشكل مفاجئ عن عمر ناهز 48 عامًا. وكان ذلك سببًا وجيهًا للبقاء مع والدها في مستشفى مدينة كينتيش تاون للجراحة، أخذت غيبونز منزلًا في مساكن ويلو رود بالقرب من هامبستيد هيلث. وبعد خمسة أشهر، في 15 أكتوبر، توفي والدها بسبب مرض قلبي ناتج عن إفراطه في شرب الكحول. وبذلك أصبحت غيبونز المعيل الرئيسي للعائلة؛ وكان شقيقها الأصغر، لويس، لا يزال في المدرسة، بينما شقيقها الأكبر، جيرالد، كان يعمل كممثل بشكل متقطع. استقر الأخوة الثلاثة في بيت صغير في منطقة «ڤيل أوف هيلث»، وهو مجمع سكني صغير وسط هامبستيد هيلث، والذي تربطه صلة أدبية مع الشعراء كيتس (الذي كان له تأثير كبير على غيبونز)، ولي هانت، ودي إتش. لورانس. لاحقًا في ذلك العام، أقيلت غيبونز من وكالة الأنباء البريطانية المتحدة نتيجة خطأ متعلق بحساب أسعار صرف العملات الأجنبية والإبلاغ عنها، ولكنها سرعان ما عثرت على منصب جديد كسكرتيرة لمحرر صحيفة «لندن إيفنينغ ستاندرد». وفي غضون فترة زمنية قصيرة، رقيت غيبونز، وأصبحت مراسلة وكاتبة مقالات بأجر ثابت أقل من 500 جنيه إسترليني في العام، على الرغم من أنها لم تحصل على عمود كتاباتها الخاص في الصحيفة حتى عام 1928.
خلال سنوات عملها لدى صحيفة «إيفنينغ ستاندرد»، ثابرت غيبونز على كتابة الشعر، وفي سبتمبر عام 1927 نشرت قصيدتها «ذا جيرافز» في مجلة «ذا كريتيرون»، وهي مجلة أدبية حررها تي إس. إليوت. قرأت هذا العمل الكاتبة الأمريكية فيرجينيا وولف، التي استفسرت عما إذا كان بإمكان غيبونز كتابة قصائد لدار وولف للنشر، مطبعة هوغارث. في يناير 1928، بدأ جي. سي. سكوير، وهو صوت بارز في حركة الشعر الجورجي»، في نشر قصائد غيبونز في مجلته التي تدعى «ذا لندن ميركوري». أقنع سكوير أيضا دار لونغمان بنشر أول مجموعة شعرية لها، تحت عنوان «ذا ماونتن بيست»، والتي حظيت بنقد إيجابي في عام 1930. ومع حلول هذا الوقت، برز عمود كتاباتها بشكل واضح ومتزايد في صحيفة «إيفنينغ ستاندرد». كجزء من سلسلة مقالات «أنيوجوال وومين» قابلت العديد من النساء، وكانت من بينهن العشيقة الملكية السابقة ليلي لانغتري. نشرت الصحيفة أيضًا العديد من قصص غيبونز القصيرة.
على الرغم من هذا الجهد الواضح، طردت غيبونز من صحيفة «إيفنينغ ستاندرد» في أغسطس عام 1930. وكان هذا الإجراء بسبب اقتصادي على الرغم من أن غيبونز، في وقت لاحق، شكت بأسباب أخرى، وعلى وجه الخصوص تغيبها المتزايد عن العمل بسبب انشغالها بعلاقتها مع والتر بيك. خطوبتهما بشكل مؤلم في عام 1928، والسبب الرئيسي لذلك كون غيبونز كانت تبحث عن علاقة جدية بالكامل، بينما أراد هو العكس. اعتقد كاتب سيرة حياتها وابن أخيها، ريجي أوليفر، أن غيبونز لم تتجاوز علاقتها بوالتر بيك مطلقًا، حتى بعد عام 1929 عندما قابلت آلان ويب، زوجها المستقبلي. لم تتوقف عن العمل لفترة طويلة؛ وقبلت عرض عمل كمساعد تحرير لدى مجلتي «وومين» و«ذا ليدي» بسرعة. وفي نفس الوقت بدأت العمل على رواية «كولد كومفورت فارم»؛ قالت زميلتها وصديقتها إليزابيث كوكسهيد إن غيبونز «أهملت واجباتها بشكل معيب» في كتابة هذه الرواية.

## روابط خارجية
- ستيلا غيبونز على موقع الموسوعة البريطانية (الإنجليزية)